# Bundestagswahl 1957/Wahlergebnisse nach Bundesländern
Bundestagswahl 1957 – Wahlergebnisse nach Bundesländern.
Die CSU-Verbände in Bayern und im Saarland (CSU/CVP) standen in Listenverbindung zueinander.

## Wahlergebnisse

### Baden-Württemberg
| Wähler, Sitze, bzw. Parteien | Erst- stimmen | Erst- stimmen | Zweit- stimmen | Zweit- stimmen | Sitze | Direkt- mandate |
| Wähler, Sitze, bzw. Parteien | Anzahl        | %             | Anzahl         | %              | Sitze | Direkt- mandate |
| ---------------------------- | ------------- | ------------- | -------------- | -------------- | ----- | --------------- |
| Wahlberechtigte              | 4.857.815     | 100,0         | 4.857.815      | 100,0          |       |                 |
| Wähler                       | 4.097.575     | 84,4          | 4.097.575      | 84,4           |       |                 |
| Ungültig                     | 142.818       | 3,5           | 189.735        | 4,6            |       |                 |
| Gültig                       | 3.954.757     | 100,0         | 3.907.840      | 100,0          | 67    | 33              |
| davon:                       |               |               |                |                |       |                 |
| CDU                          | 2.111.326     | 53,4          | 2.061.701      | 52,8           | 37    | 32              |
| SPD                          | 1.053.371     | 26,6          | 1.009.019      | 25,8           | 18    | 1               |
| FDP                          | 547.010       | 13,8          | 561.538        | 14,4           | 11    | –               |
| GB/BHE                       | 171.218       | 4,3           | 185.214        | 4,7            | –     | –               |
| DP                           | 40.916        | 1,0           | 50.050         | 1,3            | 1     | –               |
| DRP                          | 19.621        | 0,5           | 24.896         | 0,6            | –     | –               |
| BdD                          | 5.770         | 0,1           | 9.320          | 0,2            | –     | –               |
| DG                           | 4.917         | 0,1           | 6.102          | 0,2            | –     | –               |
| Einzelbewerber               | 608           | 0,0           | –              | –              | –     | –               |

### Bayern
| Wähler, Sitze, bzw. Parteien | Erst- stimmen | Erst- stimmen | Zweit- stimmen | Zweit- stimmen | Sitze | Direkt- mandate |
| Wähler, Sitze, bzw. Parteien | Anzahl        | %             | Anzahl         | %              | Sitze | Direkt- mandate |
| ---------------------------- | ------------- | ------------- | -------------- | -------------- | ----- | --------------- |
| Wahlberechtigte              | 6.240.499     | 100,0         | 6.240.499      | 100,0          |       |                 |
| Wähler                       | 5.470.347     | 87,7          | 5.470.347      | 87,7           |       |                 |
| Ungültig                     | 166.983       | 3,1           | 196.706        | 3,6            |       |                 |
| Gültig                       | 5.303.364     | 100,0         | 5.273.641      | 100,0          | 82    | 47              |
| davon:                       |               |               |                |                |       |                 |
| CSU                          | 3.068.418     | 57,9          | 3.015.892      | 57,2           | 53    | 47              |
| SPD                          | 1.332.056     | 25,1          | 1.394.811      | 26,4           | 25    | –               |
| GB/BHE                       | 362.455       | 6,8           | 357.119        | 6,8            | –     | –               |
| FDP                          | 252.341       | 4,8           | 240.695        | 4,6            | 4     | –               |
| FU                           | 212.559       | 4,0           | 168.210        | 3,2            | –     | –               |
| DP                           | 36.077        | 0,7           | 38.806         | 0,7            | –     | –               |
| DRP                          | 26.304        | 0,5           | 24.902         | 0,5            | –     | –               |
| Mittelstand                  | –             | –             | 12.520         | 0,2            | –     | –               |
| BdD                          | 6.333         | 0,1           | 10.675         | 0,2            | –     | –               |
| VU                           | 2.250         | 0,0           | 5.020          | 0,1            | –     | –               |
| DG                           | 4.571         | 0,1           | 4.991          | 0,1            | –     | –               |

### Bremen
| Wähler, Sitze, bzw. Parteien | Erst- stimmen | Erst- stimmen | Zweit- stimmen | Zweit- stimmen | Sitze | Direkt- mandate |
| Wähler, Sitze, bzw. Parteien | Anzahl        | %             | Anzahl         | %              | Sitze | Direkt- mandate |
| ---------------------------- | ------------- | ------------- | -------------- | -------------- | ----- | --------------- |
| Wahlberechtigte              | 467.250       | 100,0         | 467.250        | 100,0          |       |                 |
| Wähler                       | 414.498       | 88,7          | 414.498        | 88,7           |       |                 |
| Ungültig                     | 8.741         | 2,1           | 15.898         | 3,8            |       |                 |
| Gültig                       | 405.757       | 100,0         | 398.600        | 100,0          | 6     | 3               |
| davon:                       |               |               |                |                |       |                 |
| SPD                          | 188.647       | 46,5          | 184.003        | 46,2           | 3     | 3               |
| CDU                          | 124.688       | 30,7          | 121.264        | 30,4           | 2     | –               |
| DP                           | 56.390        | 13,9          | 55.118         | 13,8           | 1     | –               |
| FDP                          | 22.125        | 5,5           | 23.311         | 5,8            | –     | –               |
| GB/BHE                       | 7.501         | 1,8           | 8.162          | 2,0            | –     | –               |
| DRP                          | 5.230         | 1,3           | 5.488          | 1,4            | –     | –               |
| BdD                          | 1.176         | 0,3           | 1.254          | 0,3            | –     | –               |

### Hamburg
| Wähler, Sitze, bzw. Parteien | Erst- stimmen | Erst- stimmen | Zweit- stimmen | Zweit- stimmen | Sitze | Direkt- mandate |
| Wähler, Sitze, bzw. Parteien | Anzahl        | %             | Anzahl         | %              | Sitze | Direkt- mandate |
| ---------------------------- | ------------- | ------------- | -------------- | -------------- | ----- | --------------- |
| Wahlberechtigte              | 1.328.657     | 100,0         | 1.328.657      | 100,0          |       |                 |
| Wähler                       | 1.185.178     | 89,2          | 1.185.178      | 89,2           |       |                 |
| Ungültig                     | 19.098        | 1,6           | 30.919         | 2,6            |       |                 |
| Gültig                       | 1.166.080     | 100,0         | 1.154.259      | 100,0          | 19    | 8               |
| davon:                       |               |               |                |                |       |                 |
| SPD                          | 538.847       | 46,2          | 528.645        | 45,8           | 9     | 7               |
| CDU                          | 445.149       | 38,2          | 432.262        | 37,4           | 7     | 1               |
| FDP                          | 105.558       | 9,1           | 108.451        | 9,4            | 2     | –               |
| DP                           | 48.837        | 4,2           | 54.144         | 4,7            | 1     | –               |
| GB/BHE                       | 14.950        | 1,3           | 16.757         | 1,5            | –     | –               |
| DRP                          | 8.369         | 0,7           | 9.050          | 0,8            | –     | –               |
| BdD                          | 4.190         | 0,4           | 4.950          | 0,4            | –     | –               |
| DG                           | 180           | 0,0           | –              | –              | –     | –               |

### Hessen
| Wähler, Sitze, bzw. Parteien | Erst- stimmen | Erst- stimmen | Zweit- stimmen | Zweit- stimmen | Sitze | Direkt- mandate |
| Wähler, Sitze, bzw. Parteien | Anzahl        | %             | Anzahl         | %              | Sitze | Direkt- mandate |
| ---------------------------- | ------------- | ------------- | -------------- | -------------- | ----- | --------------- |
| Wahlberechtigte              | 3.214.856     | 100,0         | 3.214.856      | 100,0          |       |                 |
| Wähler                       | 2.863.092     | 89,1          | 2.863.092      | 89,1           |       |                 |
| Ungültig                     | 102.907       | 3,6           | 135.829        | 4,7            |       |                 |
| Gültig                       | 2.760.185     | 100,0         | 2.727.263      | 100,0          | 46    | 22              |
| davon:                       |               |               |                |                |       |                 |
| CDU                          | 1.064.466     | 38,6          | 1.116.494      | 40,9           | 20    | 11              |
| SPD                          | 1.071.222     | 38,8          | 1.037.166      | 38,0           | 19    | 10              |
| FDP                          | 243.877       | 8,8           | 232.872        | 8,5            | 4     | –               |
| GB/BHE                       | 149.953       | 5,4           | 151.972        | 5,6            | –     | –               |
| DP                           | 194.419       | 7,0           | 148.792        | 5,5            | 3     | 1               |
| DRP                          | 32.332        | 1,2           | 33.881         | 1,2            | –     | –               |
| BdD                          | 3.127         | 0,1           | 6.086          | 0,2            | –     | –               |
| DG                           | 789           | 0,0           | –              | –              | –     | –               |

### Niedersachsen
| Wähler, Sitze, bzw. Parteien | Erst- stimmen | Erst- stimmen | Zweit- stimmen | Zweit- stimmen | Sitze | Direkt- mandate |
| Wähler, Sitze, bzw. Parteien | Anzahl        | %             | Anzahl         | %              | Sitze | Direkt- mandate |
| ---------------------------- | ------------- | ------------- | -------------- | -------------- | ----- | --------------- |
| Wahlberechtigte              | 4.438.885     | 100,0         | 4.438.885      | 100,0          |       |                 |
| Wähler                       | 3.950.248     | 89,0          | 3.950.248      | 89,0           |       |                 |
| Ungültig                     | 122.552       | 3,1           | 123.835        | 3,1            |       |                 |
| Gültig                       | 3.827.696     | 100,0         | 3.826.413      | 100,0          | 61    | 34              |
| davon:                       |               |               |                |                |       |                 |
| CDU                          | 1.428.300     | 37,3          | 1.495.343      | 39,1           | 27    | 21              |
| SPD                          | 1.279.201     | 33,4          | 1.255.204      | 32,8           | 22    | 8               |
| DP                           | 503.615       | 13,2          | 435.936        | 11,4           | 8     | 5               |
| GB/BHE                       | 285.432       | 7,5           | 291.163        | 7,6            | –     | –               |
| FDP                          | 223.521       | 5,8           | 226.463        | 5,9            | 4     | –               |
| DRP                          | 86.662        | 2,3           | 88.963         | 2,3            | –     | –               |
| FU                           | 13.444        | 0,4           | 13.549         | 0,4            | –     | –               |
| Mittelstand                  | –             | –             | 9.660          | 0,3            | –     | –               |
| BdD                          | 4.446         | 0,1           | 6.812          | 0,2            | –     | –               |
| DG                           | 3.075         | 0,1           | 3.320          | 0,1            | –     | –               |

### Nordrhein-Westfalen
| Wähler, Sitze, bzw. Parteien | Erst- stimmen | Erst- stimmen | Zweit- stimmen | Zweit- stimmen | Sitze | Direkt- mandate |
| Wähler, Sitze, bzw. Parteien | Anzahl        | %             | Anzahl         | %              | Sitze | Direkt- mandate |
| ---------------------------- | ------------- | ------------- | -------------- | -------------- | ----- | --------------- |
| Wahlberechtigte              | 10.407.006    | 100,0         | 10.407.006     | 100,0          |       |                 |
| Wähler                       | 9.158.928     | 88,0          | 9.158.928      | 88,0           |       |                 |
| Ungültig                     | 221.965       | 2,4           | 303.657        | 3,3            |       |                 |
| Gültig                       | 8.936.963     | 100,0         | 8.855.271      | 100,0          | 154   | 66              |
| davon:                       |               |               |                |                |       |                 |
| CDU                          | 4.911.300     | 55,0          | 4.813.996      | 54,4           | 87    | 53              |
| SPD                          | 3.049.317     | 34,1          | 2.965.616      | 33,5           | 54    | 13              |
| FDP                          | 528.307       | 5,9           | 554.781        | 6,3            | 11    | –               |
| GB/BHE                       | 207.568       | 2,3           | 224.928        | 2,5            | –     | –               |
| DP                           | 108.509       | 1,2           | 141.330        | 1,6            | 2     | –               |
| FU                           | 69.530        | 0,8           | 72.563         | 0,8            | –     | –               |
| DRP                          | 54.469        | 0,6           | 57.755         | 0,7            | –     | –               |
| Mittelstand                  | 3.024         | 0,0           | 14.412         | 0,2            | –     | –               |
| BdD                          | 3.897         | 0,0           | 9.890          | 0,1            | –     | –               |
| DG                           | 805           | 0,0           | –              | –              | –     | –               |
| Einzelbewerber               | 237           | 0,0           | –              | –              | –     | –               |

### Rheinland-Pfalz
| Wähler, Sitze, bzw. Parteien | Erst- stimmen | Erst- stimmen | Zweit- stimmen | Zweit- stimmen | Sitze | Direkt- mandate |
| Wähler, Sitze, bzw. Parteien | Anzahl        | %             | Anzahl         | %              | Sitze | Direkt- mandate |
| ---------------------------- | ------------- | ------------- | -------------- | -------------- | ----- | --------------- |
| Wahlberechtigte              | 2.237.023     | 100,0         | 2.237.023      | 100,0          |       |                 |
| Wähler                       | 1.976.225     | 88,3          | 1.976.225      | 88,3           |       |                 |
| Ungültig                     | 68.008        | 3,4           | 77.220         | 3,9            |       |                 |
| Gültig                       | 1.908.217     | 100,0         | 1.899.005      | 100,0          | 31    | 15              |
| davon:                       |               |               |                |                |       |                 |
| CDU                          | 1.031.349     | 54,0          | 1.019.709      | 53,7           | 18    | 12              |
| SPD                          | 586.124       | 30,7          | 578.203        | 30,4           | 10    | 3               |
| FDP                          | 185.300       | 9,7           | 185.288        | 9,8            | 3     | –               |
| DRP                          | 46.326        | 2,4           | 51.350         | 2,7            | –     | –               |
| DP                           | 27.225        | 1,4           | 29.698         | 1,6            | –     | –               |
| GB/BHE                       | 25.936        | 1,4           | 27.775         | 1,5            | –     | –               |
| BdD                          | 4.134         | 0,2           | 4.788          | 0,3            | –     | –               |
| DG                           | 1.467         | 0,1           | 2.194          | 0,1            | –     | –               |
| PdgD                         | 356           | 0,0           | –              | –              | –     | –               |

### Saarland
| Wähler, Sitze, bzw. Parteien | Erst- stimmen | Erst- stimmen | Zweit- stimmen | Zweit- stimmen | Sitze | Direkt- mandate |
| Wähler, Sitze, bzw. Parteien | Anzahl        | %             | Anzahl         | %              | Sitze | Direkt- mandate |
| ---------------------------- | ------------- | ------------- | -------------- | -------------- | ----- | --------------- |
| Wahlberechtigte              | 659.971       | 100,0         | 659.971        | 100,0          |       |                 |
| Wähler                       | 589.578       | 89,3          | 589.578        | 89,3           |       |                 |
| Ungültig                     | 31.031        | 5,3           | 38.487         | 6,5            |       |                 |
| Gültig                       | 558.547       | 100,0         | 551.091        | 100,0          | 8     | 5               |
| davon:                       |               |               |                |                |       |                 |
| CDU                          | 188.623       | 33,8          | 183.423        | 33,3           | 3     | 3               |
| SPD                          | 140.323       | 25,1          | 138.309        | 25,1           | 2     | 1               |
| CSU/CVP                      | 117.732       | 21,1          | 117.168        | 21,3           | 2     | –               |
| FDP                          | 101.031       | 18,1          | 100.080        | 18,2           | 1     | 1               |
| DP                           | 3.765         | 0,7           | 4.069          | 0,7            | –     | –               |
| DRP                          | 3.140         | 0,6           | 3.270          | 0,6            | –     | –               |
| BdD                          | 2.504         | 0,4           | 2.423          | 0,4            | –     | –               |
| GB/BHE                       | 1.112         | 0,2           | 1.466          | 0,3            | –     | –               |
| DG                           | 317           | 0,1           | 883            | 0,2            | –     | –               |

### Schleswig-Holstein
| Wähler, Sitze, bzw. Parteien | Erst- stimmen | Erst- stimmen | Zweit- stimmen | Zweit- stimmen | Sitze | Direkt- mandate | Überhang- mandate |
| Wähler, Sitze, bzw. Parteien | Anzahl        | %             | Anzahl         | %              | Sitze | Direkt- mandate | Überhang- mandate |
| ---------------------------- | ------------- | ------------- | -------------- | -------------- | ----- | --------------- | ----------------- |
| Wahlberechtigte              | 1.548.961     | 100,0         | 1.548.961      | 100,0          |       |                 |                   |
| Wähler                       | 1.367.225     | 88,3          | 1.367.225      | 88,3           |       |                 |                   |
| Ungültig                     | 32.577        | 2,4           | 55.180         | 4,0            |       |                 |                   |
| Gültig                       | 1.334.648     | 100,0         | 1.312.045      | 100,0          | 23    | 14              | 3                 |
| davon:                       |               |               |                |                |       |                 |                   |
| CDU                          | 670.199       | 50,2          | 631.147        | 48,1           | 14    | 14              | 3                 |
| SPD                          | 412.561       | 30,9          | 404.595        | 30,8           | 7     | –               | –                 |
| GB/BHE                       | 98.511        | 7,4           | 109.510        | 8,3            | –     | –               | –                 |
| FDP                          | 67.164        | 5,0           | 73.656         | 5,6            | 1     | –               | –                 |
| DP                           | 42.540        | 3,2           | 49.339         | 3,8            | 1     | –               | –                 |
| SSW                          | 33.463        | 2,5           | 32.262         | 2,5            | –     | –               | –                 |
| DRP                          | 8.169         | 0,6           | 9.009          | 0,7            | –     | –               | –                 |
| BdD                          | 1.752         | 0,1           | 2.527          | 0,2            | –     | –               | –                 |
| DG                           | 289           | 0,0           | –              | –              | –     | –               | –                 |